# Amanirenas

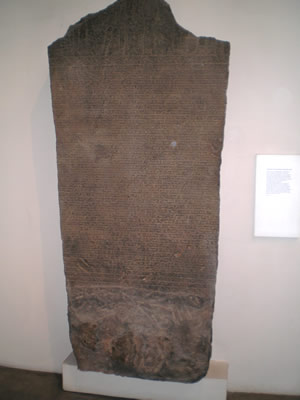
Stele der Amanirenas

Amanirenas war eine regierende nubische Königin, die um 20 v. Chr. regierte. 
Sie ist von vier Inschriften bekannt. In zwei von ihnen wird sie als kdke (Kandake) bezeichnet. Beide Inschriften stammen von König Teriteqas, der in ihnen auch erwähnt wird. Sie war daher sicherlich seine Gemahlin. In zwei weiteren Inschriften, auf einem Bronze-Naos aus Kawa und auf einer Stele aus Hamadab, wird sie als qore – König – bezeichnet. Es kann vermutet werden, dass sie nach dem Tode ihres Gatten den Thron bestieg und als Monarch regierte. 
Die Stele aus Hamadab gehört zu den längsten bisher bekannten Texten in meroitischer Schrift und nennt auch den Prinzen Akinidad. Obwohl der Text auf der Stele (und einer zweiten stark verwitterten) schwer verständlich ist, wurde vermutet, dass hier von einem Krieg gegen Rom berichtet wird (ein Wort arme erscheint, das wohl als Rom zu übersetzen ist). Tatsächlich ist ein Krieg zwischen dem römischen Reich und Nubien unter Kaiser Augustus für das Jahr 25-24 v. Chr. belegt, in dem die Römer einige Städte in Unternubien verwüsteten, dann aber aufgeben mussten und von den Nubiern besiegt worden sind. Wenn diese Interpretation der Stele richtig ist, so gibt das einen Anhaltspunkt für die Datierung von Amanirenas. 
Da Akinidad auch noch unter Amanischacheto belegt ist, kann davon ausgegangen werden, dass diese die Nachfolgerin der Amanirenas war.
Der Bestattungsort von Amanirenas wird in der Pyramide Beg N21 in Meroe vermutet.
Wahrscheinlich ist sie mit der einäugigen Kandake identisch, die bei Strabon genannt wird.